# Germán de Alaska
San Germán de Alaska (1757, Sérpujov, gubérniya de Moscú, Imperio ruso - †13 de diciembre de 1837, isla Yelovy, archipiélago Kodiak, América Rusa, Imperio ruso) fue un monje ortodoxo y misionero.

## Biografía
Comenzó su servicio monástico en el skete de la Trinidad y San Sergio. Después pasó al Monasterio de Valaam al norte del lago Ládoga, de dónde, en 1794, él y otros nueve clérigos fueron enviados con própositos misioneros a las costas del Pacífico Norte recién descubiertas para la corona rusa.
La misión se asentó en la isla de Kodiak. En pocos años, y por diferentes causas, del grupo de misioneros se quedó solo Germán. Primero se alojó en una cueva que se había excavado en la isla de Yelovy (abetal, en ruso) cerca de Kodiak. Luego la Compañía Ruso-americana le construyó allí una celda, una capilla y una casita para visitantes y clases de niños.
Ganó la confianza de los aborígenes por su vida ascética, trabajosa y altruista. Además de evangelización, les protegía contra los abusos administrativos de las autoridades. Durante las epidemias les visitaba y ayudaba a los dolientes. Tanto los colonos como los indígenas respetaban al eremita al notar la fuerza extraordinaria de sus rezos.
Por numerosos milagros que sucedieron antes y después de su muerte, que ocurrió en 1837, comenzó la veneración popular del santo. En 1970 fue glorificado en la isla de Kodiak y ese mismo año su nombre se incluyó en el santoral ortodoxo. También es considerado santo por la comunión anglicana.
Sus reliquias reposan en la Catedral de la Resurrección en la isla de Kodiak.

## Legado
En la década de 1960, el hieromonje norteamericano Seraphim Rose fundó un monasterio en honor a san Germán en Platina, condado de Shasta, California.